# Tallusia bicristata
Tallusia bicristata är en spindelart som beskrevs av Pekka T. Lehtinen och Michael Ilmari Saaristo 1972. Tallusia bicristata ingår i släktet Tallusia och familjen täckvävarspindlar.
Artens utbredningsområde är Turkiet. Inga underarter finns listade i Catalogue of Life.